# Camponotus timidus
Camponotus timidus är en myrart som först beskrevs av Jerdon 1851.  Camponotus timidus ingår i släktet hästmyror, och familjen myror. Inga underarter finns listade.